# Estetická hodnota
Estetická hodnota je významový útvar/významový proces, na jehož vzniku nebo dění participuje estetické osvojování si světa člověkem. 
Estetická hodnota integruje hodnoty mimoestetické: noetické, politické, erotické, etické atd. Vzniká a vytváří se v estetickém zážitku z hlediska estetického postoje. Existuje jako potenciál příslušného objektu. K časovým objektům přistupuje jako dočasné, finální určení. Estetická hodnota stojí na hierarchicky budovaných estetických kvalitách.
Estetický objekt je spojený s dvěma typy estetických hodnot:
- hodnota vztahová, relační – vzniká v příběhu nebo po estetické recepci
- konceptuální (odvozená) hodnota – vzniká jako vzpomínka na recepci, jazyková podoba estetického zážitku

V procesu estetické recepce je vnímatel dvakrát dočasně vytržený z časového plynutí, poprvé na počátku tvorby estetického objektu (nástup estetické distance) a v závěru tvorby (vytvoření estetické hodnoty). Cílem je vybudovat hodnotový celek s konečnou estetickou hodnotou.